# Teoremat Coase’a
Twierdzenie Coase’a – teoretyczne rozwiązanie problemu efektów zewnętrznych na gruncie teorii ekonomii instytucjonalnej przedstawione przez Ronalda Coase’a, laureata Nagrody Banku Szwecji im. Alfreda Nobla.

## Treść twierdzenia
Jeżeli spełnione są warunki:
- niskie koszty transakcji,
- prawa własności są dobrze zdefiniowane,
- redystrybucja dochodów nie ma wpływu na wartości krańcowe,
- istnieje zewnętrzna władza strzegąca egzekwowania zawartych umów
- jest dostęp do swobodnie wymienialnego miernika wartości (np. pieniądz)

to oznaczać będzie to, że:
- alokacja zasobów będzie identyczna niezależnie od alokacji praw własności,
- alokacja będzie efektywna (w sensie optimum Pareta), a tym samym problem efektów zewnętrznych zostanie zminimalizowany.

## Przykład
Załóżmy, że przy rzece swoje siedziby mają fabryka opon o dochodzie 150 i browar o dochodzie 100. Fabryka opon wypuszcza zanieczyszczenia do rzeki, powodując tym samym, konieczne do uwzględnienia w kalkulacjach, szkody w wysokości 20. Jeżeli istniejące prawo przyznaje prawa własności wody w rzece fabryce opon (1), to szkody w postaci efektu zewnętrznego – zanieczyszczonej wody przerzucone zostają na browar, obniżając tym samym jego dochód do 80. Jeżeli natomiast prawo własności należy do browaru (2), fabryka opon zobowiązana jest wypłacić mu odszkodowanie za zanieczyszczoną wodę w wysokości 20, obniżając tym samym swój dochód do 130.
Załóżmy, że istnieje możliwość wybudowania oczyszczalni przy fabryce opon – rozwiązanie będzie to kosztowało 10 i zlikwiduje efekty zewnętrzne. W sytuacji gdy prawo własności należy do fabryki, browar zdecyduje się na zbudowanie własnymi środkami oczyszczalni (3), gdyż koszt wybudowania urządzenia obniży jego dochód do 90, o 10 więcej niż w przypadku niewybudowania oczyszczalni. Fabryka nie będzie stawiać oporu, ponieważ jest jej to obojętne (jej dochód pozostaje bez zmian) W sytuacji (4) fabryka i browar wykazują się podobną logiką.
| Lp. | prawa własności                                                           | dochody fabryki opon | dochody browaru | suma dochodów |
| --- | ------------------------------------------------------------------------- | -------------------- | --------------- | ------------- |
| 1.  | Prawa własności należą do fabryki opon.                                   | 150                  | 80              | 230           |
| 2.  | Prawa własności należą do browaru.                                        | 130                  | 100             | 230           |
| 3.  | Prawa własności należą do fabryki opon, wybudowana zostaje oczyszczalnia. | 150                  | 90              | 240           |
| 4.  | Prawa własności należą do browaru, wybudowana zostaje oczyszczalnia.      | 140                  | 100             | 240           |

Warto zwrócić uwagę na różnicę w pojęciach alokacji zasobów i podziale dochodu, w świetle praw własności. Częstym błędem jest mylenie tych pojęć – jeżeli w założeniach zapisane jest, że alokacja zasobów nie zależy od praw własności, to należy to rozumieć, że (posługując się powyższym przykładem) prawa własności nie mają wpływu na to, czy dany podmiot zdecyduje się ponieść karę z tytułu efektów zewnętrznych, czy buduje oczyszczalnie. Prawa własności mają natomiast wpływ na podział dochodów, jako że decydują który z podmiotów stanie przed wyzwaniem walki z brudną wodą w rzece.

## Alternatywna propozycja Coase’a
Druga propozycja Ronalda Coase’a od wspomnianego twierdzenia różni się jednym założeniem: koszty transakcji są znaczące. Komplikuje to znany z powyższego akapitu model, powodując, że wstępne prawa własności mają wpływ na alokacje zasobów.
(w przykładzie użyte zostały dane z poprzedniego akapitu) Zakładamy, że koszty transakcji ponoszone są przez podmiot bez praw własności i wynikają z konieczności dojścia do osoby, która te prawa posiada. Przykładowo – właściciela browaru dotarcie do właściciela fabryki opon i zawarcie z nim umowy o budowę oczyszczalni kosztowałoby 11. Zatem w sytuacji gdy prawa własności do wody w rzece należą do fabryki opon, łączny koszt instalacji oczyszczalni rośnie do 21, czyli więcej niż straty wywołane efektem zewnętrznym (20) – oczyszczalnia nie zostanie zbudowana (1). Jeżeli natomiast prawo stoi po stronie browaru, właściciel browaru nie musi kontaktować się z fabryką w sprawie budowy oczyszczalni, zatem koszty nadal wynoszą 10 i oczyszczalnia powstaje (2).
| Lp. | prawa własności                                                          | koszty transakcyjne | Dochody fabryki opon | Dochody browaru | Suma dochodów | Decyzja o budowie oczyszczalni |
| --- | ------------------------------------------------------------------------ | ------------------- | -------------------- | --------------- | ------------- | ------------------------------ |
| 1.  | Prawa własności należą do fabryki opon, wybudowana zostaje oczyszczalnia | 11                  | 150                  | 79              | 229           | Nie                            |
| 2.  | Prawa własności należą do browaru, wybudowana zostaje oczyszczalnia      | 0                   | 140                  | 100             | 240           | Tak                            |

Załóżmy, że istnieje alternatywne, tańsze rozwiązanie po stronie browaru – np. instalacja dodatkowego filtra o wartości 5, i kosztach transakcyjnych 11 (ponoszonych odwrotnie niż w przypadku oczyszczalni). W przypadku praw własności do wody w rzece po stronie fabryki, browar zdecyduje się na instalację filtra, ponosząc przy tym najniższe koszty w ogóle (1). Gdy prawa własności do wody w rzece będą po stronie browaru, koszt instalacji filtra wyniesie łącznie 16 (5+11) – fabryce nadal najbardziej opłaca się wybudować u siebie oczyszczalnię.
| Lp. | prawa własności                                                     | koszty transakcyjne | dochody fabryki opon | dochody browaru | suma dochodów | decyzja o instalacji filtra |
| --- | ------------------------------------------------------------------- | ------------------- | -------------------- | --------------- | ------------- | --------------------------- |
| 1.  | Prawa własności należą do fabryki opon, zainstalowany zostaje filtr | 0                   | 150                  | 95              | 245           | Tak                         |
| 2.  | Prawa własności należą do browaru, zainstalowany zostaje filtr      | 11                  | 134                  | 100             | 234           | Nie                         |

Przykład ten pokazuje, że przy różnie ponoszonych kosztach transakcyjnych prawo własności ma wpływ na alokacje zasobów.

## Krytyka
Przez lata obie propozycje spotkały się z krytyką części środowiska akademickiego. Do najpoważniejszych zarzutów należą:
- Oba stwierdzenia są tautologią, nie wnoszą nic odkrywczego.
- W przypadku braku władzy zdolnej na podmiotach transakcji wymusić przystąpienia do negocjacji, pojawia się alternatywa w postaci działań agresywnych w stronę przeciwnika. Argument jest chybiony, gdyż w obu propozycjach Coase zakłada istnienie takiej władzy.
- Nie rozwiązują takich problemów stworzonych przez efekty zewnętrzne, jak sprzeczność z drugim twierdzeniem ekonomii dobrobytu, czy sprawianie trudności na polu analitycznym każących wątpić w możliwość istnienia równowagi rynkowej.